# Front strategiczny
Front strategiczny – front ogólny organizowany na teatrze działań wojennych lub na kilku sąsiadujących ze sobą teatrach, na których mają działać grupy frontów, fronty i samodzielne armie.